# 長期核廢料警告

ISO輻射警告標誌。

長期的核廢料警告這個標誌用以阻止人類在超過10,000年或更長的時間入侵核廢料庫。符號學是一個跨學科的研究領域，自1981年以來由人類干擾工作組首先完成。
廢物隔離試驗工廠已經在開發這些消息方面進行了廣泛的研究。 由於當今的書面語言不太可能生存 ，因此研究團隊考慮了象形文字和敵對的架構。 建議將文本翻譯成每種聯合國正式語言。該設計用以傳達一個象徵性的信息，概述如下：

這個地方是一條消息……是消息系統的一部分……請注意！

此消息對我們很重要。 我們認為自己是一種強大的文化。

這個地方不是光榮的地方，這裡不是紀念光榮的事。

這對我們來說是危險和令人反感的。 此消息是關於危險的警告。

危險在特定的位置，向中心增加，危險的中心在這裡，具有特定大小和形狀，而且在我們下方。

在您的時代，危險仍然存在，就像在我們時代一樣。

危險會影響身體，甚至死亡。

危險的形式是能量的散發。

僅當您實質性地擾亂該地方時，危險才會釋放。最好離開這個地方，不要停留。

在歐洲，這個警告主要依賴於將廢物處理設施整合到社會內部，因此有關其存在的信息可以一代又一代地傳遞。走進永恆（英語：Into Eternity）是一部芬蘭紀錄片，關於如何解決安克羅核廢料貯存庫。

## 物理标记
桑迪亚报告探讨了物理标记的设计，这些标记传达了危险放射物的概念、引起身体伤害的形状，以及看起来被破坏或中毒的“回避之地”的概念。 建议的设计包括：

荆棘景观

从地面向四面八方突出的许多不规则大小的尖刺。

尖刺场

一连串巨大的尖刺以不同的角度从地面冒出来。

网格尖峰

一个大的方形网格图案横跨整个场地，大尖刺以不同的角度突出。

恐吓性土方工程

巨大的土堆从方形场地的边缘扩张出来，形成类似闪电的景象。  

黑洞

一块硕大的玄武岩或黑色混凝土板，使这片土地无法居住和耕种。

瓦砾景观

一大块方形的炸药岩石，随着时间的推移仍然会显得异常，给人一种被摧毁的感觉。

禁止块

禁止块是由数百块房屋大小的石块组成的网络，被染成黑色并排列成不规则的方形网格，让人联想到一个感觉不祥且无处可去的“街道”网络。  这些街区旨在使一大片区域完全不适合耕种或其他未来用途。

## 外部聯繫
- 塞巴斯蒂安·馬什（Sebastian Musch）：原子教士和核廢料管理–宗教，科幻文學與我們文明的終結 （页面存档备份，存于）
- 廢物隔離試點工廠永久性標記實施計劃。 （页面存档备份，存于）